# Hagood Hardy
Pour les articles homonymes, voir Hardy.
Hagood Hardy est un compositeur canadien né le 26 février 1937 à Angola, Indiana (États-Unis), mort le 1er janvier 1997  à Hamilton (Canada).

## Filmographie
- 1976 : Second Wind
- 1977 : Silent Sky
- 1977 : Ils étaient cinq (Rituals)
- 1977 : Tell Me My Name (TV)
- 1978 : Home to Stay (TV)
- 1978 : Tom and Joann (TV)
- 1979 : Tukiki and His Search for a Merry Christmas
- 1979 : Anatomy of a Seduction (TV)
- 1979 : An American Christmas Carol (TV)
- 1980 : Klondike Fever
- 1980 : I, Maureen
- 1980 : Rendez-vous nocturnes (Portrait of an Escort) (TV)
- 1981 : Accroche-toi, j'arrive (Dirty Tricks)
- 1981 : Just Jessie (TV)
- 1982 : Forbidden Love (TV)
- 1982 : Les Monstres du labyrinthe (Mazes and Monsters) (TV)
- 1983 : The Wild Pony
- 1983 : The Care Bears in the Land Without Feelings (TV)
- 1985 : Anne of Green Gables (TV)
- 1987 : The Wonderful Wizard of Oz (série TV)
- 1987 : The Wonderful Wizard of Oz (vidéo)
- 1987 : Anne of Green Gables: The Sequel (TV)
- 1988 : Liberace: Behind the Music
- 1989 : Les Contes d'Avonlea ("Road to Avonlea") (série TV)
- 1989 : Passion and Paradise (TV)